# USS LST-750
O USS LST-750 foi um navio de guerra norte-americano da classe LST que operou durante a Segunda Guerra Mundial.